# Ceraticelus innominabilis
Ceraticelus innominabilis là một loài nhện trong họ Linyphiidae.
Loài này thuộc chi Ceraticelus. Ceraticelus innominabilis được Crosby miêu tả năm 1905.